# Biorremediación

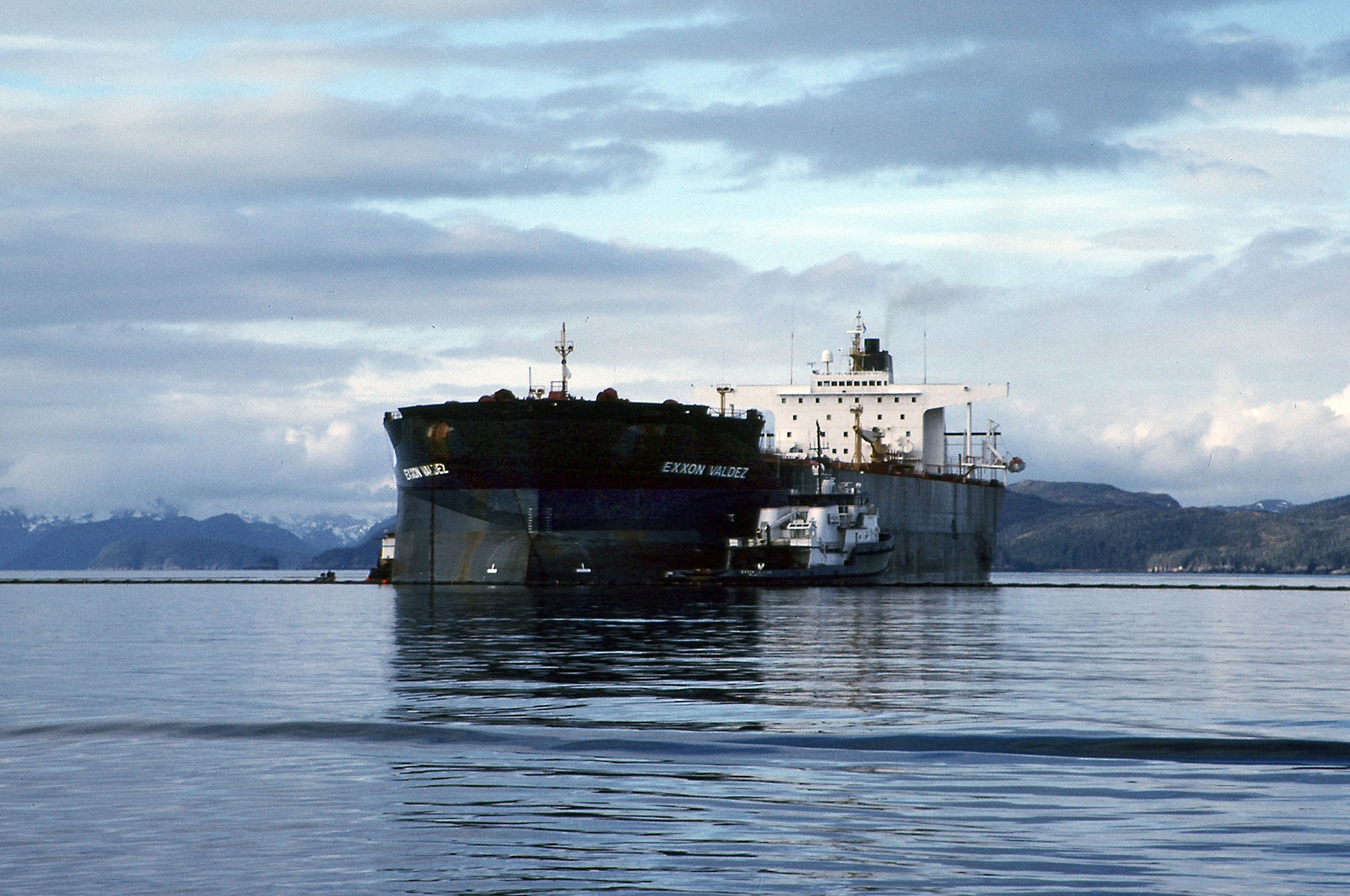
El derrame de petróleo del Exxon-Valdez fue uno de los primeros usos de la bioremediación

Biorremediación se llama a cualquier proceso biotecnológico que utiliza microorganismos, hongos, plantas o las enzimas derivadas de ellos para recuperar un medio ambiente alterado por contaminantes a su condición natural. Este aprovechamiento de las capacidades catabólicas de los seres vivos, en su mayoría son microorganismos, es lo que se denomina biorremediación y la primera referencia a este término data de 1930, cuando Tausz y Donath introducen la idea. La biorremediación puede ser usada en los diferentes compuestos de la materia. Un ejemplo de un tratamiento más generalizado es el de la limpieza de derrames de petróleo por medio de la adición de fertilizantes con nitratos o sulfatos para estimular la reproducción de bacterias nativas o exógenas (introducidas) y de esta forma facilitar la descomposición del petróleo crudo.
El uso de la biorremediación como estrategia presenta numerosas ventajas respecto a las estrategias de remediación de índole químicas o físicas. Entre las ventajas a enumerar según la EPA (2004) se encuentran:
- No produce desechos significativos en cantidad y, en general, tampoco en su toxicidad
- Es una herramienta con poca demanda de energía
- Es en comparación, más económica que todas las otras estrategias posibles
- Puede funcionar como complemento de otras técnicas, o secuencialmente a ellas
- Causa una perturbación mínima en el sitio de operación
- Resulta en operaciones sencillas y de bajos requerimientos

Sin embargo, cabe mencionar que el uso de estrategias de biorremediación generalmente conduce a periodos de tratamiento mucho más prolongados que los de índole fisicoquímica. Además, a través del uso de sistemas biológicos, no se logra una remoción completa del contaminante sino que siempre hay una fracción recalcitrante que no es degradada en el proceso. Pese a estos factores, la biorremediación es sin duda la estrategia más atractiva debido a su bajo costo, a ser amigable con el medio ambiente y a la interesante relación costo/beneficio que presenta para la recuperación de pasivos ambientales, aumentando significativamente la factibilidad de desarrollarla.
Además de la utilización exclusiva de microorganismos, hay que agregar la posibilidad del empleo de plantas (fitorremediación) y los microorganismos asociados a su rizósfera (rizorremediación). Además de su rol directo en la degradación de componentes orgánicos, el uso de plantas presenta la doble ventaja de mejorar la microflora rizosférica a través de sus exudados y micorrizas, y favorecer la degradación aeróbica por parte de la flora microbiana del suelo, gracias al incremento en la concentración de oxígeno que genera en la zona radicular.
Otra alternativa de biorremediación que ha ido en ascenso en los últimos años es la utilización de compostaje con residuos orgánicos. La utilización de compost o enmiendas orgánicas a un suelo contaminado con derivados del petróleo acelera la degradación microbiana de compuestos orgánicos xenobióticos, resultando en una estrategia de costo módico que a su vez lidia con la problemática actual de la generación y tratamiento de residuos.[cita requerida]
Independientemente del método a utilizar para eliminar la contaminación de un suelo, hay una miríada de factores que influyen sobre la eficiencia final y los costos de un proceso de biorremediación. Entre esos factores se destacan: i) las características fisicoquímicas del suelo, incluyendo su composición, cantidad de nutrientes, biodisponibilidad de oxígeno, contenido de humedad; ii) la cantidad de suelo a tratar, ya que grandes cantidades generalmente acarrean un requerimiento de infraestructura o logística muy demandante, que encarecen su realización; iii) las características del contaminante (tanto estructura química y concentración inicial como el valor final al que se quiere llegar) ya que la duración del tratamiento y su factibilidad dependerán en buena parte de la capacidad de ser degradado por los organismos habitantes del suelo.[cita requerida]

## Estrategias de biorremediación

### Bioestimulación
Dentro de las estrategias de biorremediación, la bioestimulación es la más frecuentemente utilizada, y la que ha reportado mejores resultados y eficiencia en la remoción de hidrocarburos derivados del petróleo en suelos.En  esencia, la bioestimulación busca aprovechar las capacidades catabólicas de la comunidad de microorganismos ya habitantes del suelo, al adecuar los factores ambientales que resultan limitantes para el desarrollo microbiano y la degradación del contaminante. En general,  los factores más incidentes sobre los cuales suele indagar la bioestimulación, involucran la disponibilidad de macronutrientes (nitrógeno y fósforo), por lo cual generalmente se vincula a la bioestimulación con la fertilización o el agregado de estos macroelementos al suelo. Si bien la concentración de N y P, y por ende la optimización de la relación C:N:P en suelo, han  sido habitualmente referenciadas como las principales variables que afectan la remoción de hidrocarburos cuando se implementan estrategias de bioestimulación, también hay casos en los que otras características necesitan ser estudiadas. Entre ellas se puede mencionar al contenido de agua en el suelo (humedad), el pH, la disponibilidad de oxígeno y la temperatura.

### Bioaumento
El bioaumento por su parte, consiste en la inoculación de la matriz contaminada con microorganismos, o grupo de microorganismos (consorcios), que poseen la capacidad catabólica de degradar parcial o totalmente el contaminante presente en dicha matriz. Suele aplicarse cuando la velocidad de degradación del contaminante en la matriz sin inocular no es suficiente para que se remueva en tiempos convenientes.
La utilidad y eficiencia del uso del bioaumento como método de biorremediación es controversial. Muchas veces, el microorganismo o grupo de microorganismos que se inoculan, no logran establecerse en la matriz contaminada, y no son detectables luego de un cierto tiempo de tratamiento. Esto es debido principalmente a que la microflora presente en el suelo ya se encuentra adaptada a las particulares condiciones ambientales e interacciones biológicas presentes en dicho suelo, y no permite que los microorganismos inoculados se establezcan en el suelo. Por otro lado, de acuerdo a la bibliografía, en la mayoría de los casos la utilización de bioaumento como técnica de biorremediación suele presentar resultados menos satisfactorios que los obtenidos con bioestimulación. En algunos casos, esta dificultad se supera por medio de la adecuación de variables (bioaumento + bioestimulación), mientras que en otros se suelen usar cepas que presentan la capacidad de producción de surfactantes, con lo que se busca aumentar la biodisponibilidad de los hidrocarburos para el resto de la comunidad microbiana. Es el caso, por ejemplo, de algunos miembros del género Rhodococcus, que producen biosurfactantes que permanecen adheridos a la membrana o a la pared celular, favoreciendo la degradación de compuestos orgánicos.

### Agregado de surfactantes
En muchos casos, por más que el suelo disponga de un número y calidad adecuada de microorganismos para llevar a cabo la remediación, y que las variables fisicoquímicas así como las cantidades de nutrientes del suelo sean las adecuadas, los contaminantes no son removidos de manera significativa. Esto suele pasar cuando el contaminante se encuentra estrechamente ligado a las partículas de suelo, reduciendo su biodisponibilidad. El agregado de surfactantes es utilizado como una solución a este problema, debido a que su carácter anfifílico reduce la tensión superficial del agua y los compuestos acuosos, favorece la formación de micelas y aumenta la movilidad de los compuestos orgánicos hidrófobos. De esta forma, ayudan a solubilizar los contaminantes, acrecentando su disponibilidad para la comunidad bacteriana y aumentando su tasa de degradación.

## Fitorremediación

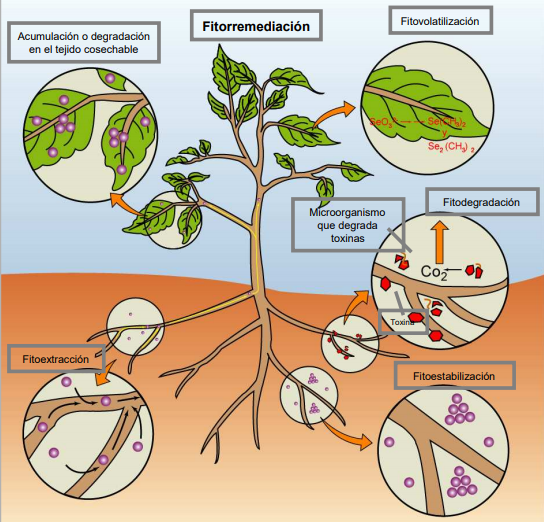
Esquema de los distintos tipos de fitorremediación

La fitorremediación es la descontaminación de los suelos, la depuración de las aguas residuales o la limpieza del aire interior, usando vegetales, ya sean plantas vasculares, o algas (ficorremediación). También se incluye a los hongos (micorremediación), y por extensión a los ecosistemas que contienen estas plantas. La fitorremediación es un conjunto de tecnologías que utilizan las plantas para reducir, degradar o inmovilizar compuestos orgánicos contaminantes (naturales o sintéticos), de la tierra, del agua o del aire y que provienen de las actividades humanas. Esta técnica también puede tratar la contaminación por compuestos inorgánicos (metales pesados o radioisótopos) a través de procesos como la quimiadorción de metales pesados por medio de la celulosa presente en las plantas.
Las plantas y sus organismos rizosféricos (asociados a la zona de la raíz) se pueden usar para fitorremediación de diferentes maneras. Existen diferentes métodos de fitorremediación que se agrupan en dos conjuntos, dependiendo si se utilizan como medio de concentración (rizofiltración, fitoestabilización y fitoinmovilización) o como medio de eliminación (fitodegradación, fitoextracción y fitovolatilización).

### Ventajas
La fitorremediación ha ganado popularidad en los últimos 10 años. Esta se basa en parte en su costo relativamente bajo. Debido a que los procesos biológicos son en última instancia impulsados por el sol, la fitorremediación es en promedio diez veces más barata que los métodos basados en ingeniería (como la excavación del suelo). El hecho de que la fitorremediación generalmente se lleva a cabo in situ contribuye a su rentabilidad y puede reducir la exposición del sustrato contaminado a los humanos, la vida silvestre y el medio ambiente. La fitorremediación también goza de popularidad entre el público en general como una alternativa "ecológica" a las plantas químicas y las excavadoras.
Aunque la fitorremediación tiene ventajas, también limitaciones. Las plantas que median la limpieza deben estar donde está el contaminante y deben poder actuar sobre él. Por lo tanto, las propiedades del suelo, el nivel de toxicidad y el clima deberían permitir el crecimiento de las plantas. La fitorremediación también está limitada por la profundidad de la raíz, porque las plantas tienen que poder alcanzar el contaminante.
Una forma de optimizar los recursos es la utilización de la biomasa ya muerta y pulverizada para el tratamiento de aguas contaminas con metales pesados.

### Métodos empleados en fitorremediación

#### Fitoestabilización
La fitoestabilización permite inmovilizar contaminantes en el suelo a través de su absorción y acumulación en las raíces o bien, por precipitación en la zona de la rizosfera. Este proceso reduce la movilidad de los contaminantes y evita su migración a las aguas subterráneas o al aire. La fitoestabilización es efectiva en suelos de textura fina con alto contenido de materia orgánica. Se aplica principalmente en terrenos extensos en donde existe contaminación superficial. Esta tecnología tiene como ventajas, sobre otros métodos de remediación de suelos, que es de menor costo, fácil de aplicar y estéticamente agradable. Algunas plantas empleadas con fines de fitoestabilización son: Hyparrhenia hirta (Pb); Zygophyllum fabago (Zn); Lupinus albus (Cd, As); Anthyllis vulneraria (Zn, Pb, Cd); Deschampsia cespitosa (Pb, Cd, Zn); Cardaminopsis arenosa (Cd, Zn); Horedeum vulgare, Lupinus angustifolius y Secale cereale (As); Lolium italicum y Festuca arundinaceae (Pb, Zn); y Brassica juncea (Cd, Zn, Cu, Mn, Fe, Pb). Eichhornia crassipes es una planta invasora y utilizada en procesos de fitoestabilización con resultados viabilizados.

#### Fitoextracción
La fitoextracción o fitoacumulación consiste en la absorción de metales contaminantes mediante las raíces de las plantas y su acumulación en tallos y hojas. El primer paso para la aplicación de esta técnica es la selección de las especies de planta más adecuada para los metales presentes y las características del emplazamiento. Una vez completado el desarrollo vegetativo de la planta, el siguiente paso es cortarlas y proceder a su incineración y traslado de las cenizas a un vertedero de seguridad. La fitoacumulación se puede repetir ilimitadamente hasta que la concentración remanente de metales en el suelo esté dentro de los límites considerados como aceptables (dependiendo de la legislación vigente en esa locación). Algunas plantas empleadas para esta técnica fitocorrectiva son: Thlaspi caerulescens (Cd); Sedum alfredii, Viola baoshanensis y Vertiveria zizanioides (Zn, Cd, Pb); Alyssum murale, Trifolium nigriscens, Psychotria douarrei, Geissois pruinosa, Homalium guillainii, Hybanthus floribundus, Sebertia acuminata, Stackhousia tryonii, Pimelea leptospermoides, Aeollanthus biformifolius y Haumaniastrum robertii (Ni); Brassica juncea, Helianthus annuus, Sesbania drummondii (Pb); Brassica napus (Cu, Pb, Zn); y Pistia stratiotes (Ag, Cd, Cr, Cu, Hg, Ni, Pb, Zn).[cita requerida]

#### Rizofiltración
La rizofiltración utiliza las plantas para eliminar del medio hídrico contaminantes a través de la raíz. En la rizofiltración estas plantas se cultivan de manera hidropónica. Cuando el sistema radicular está bien desarrollado, las plantas se introducen en el agua contaminada con metales, en donde las raíces los absorben y acumulan. A medida que las raíces se van saturando, las plantas se cosechan y se disponen para su uso final. Existe una gran cantidad de estudios relacionados con la capacidad de acumulación de contaminantes de diversas plantas acuáticas, algunos ejemplos de ellas son: Scirpus lacustris (Cd, Cu, Pb, Mg, Fe, Se, Cr), Lemna gibba (Pb, As, Cu, Cd, Ni, Cr, Al, Fe, Zn, Mn), Azolla caroliniana (Hg, Cr Sr, Cu, Cd, Zn, Ni, Pb, Au, Pt), Elatine trianda (As), Wolffia papulifera (Cd), Polygonum punctatum (Cu, Cd, Pb, Se, As, Hg, Cr, Mn) y Myriophylhum aquaticum, Ludwigina palustris y Mentha aquatica (Cu, Zn, Mn, Fe, Ni).[cita requerida]

#### Fitovolatilización
La fitovolatilización se produce a medida que los árboles y otras plantas en crecimiento absorben agua junto con contaminantes orgánicos e inorgánicos. Algunos de estos pueden llegar hasta las hojas y evaporarse o volatilizarse en la atmósfera. Mediante este proceso se han eliminado contaminantes como: compuestos orgánicos volátiles (benceno, nitrobenceno, tolueno, etilbenceno y xileno), As, Se y Hg. Las plantas Salicornia bigelovii, Brassica juncea, Astragalus bisulcatus y Chara canescens se han empleado para la remediación de sitios contaminados con Se y Arabidopsis thaliana para el Hg .[cita requerida]

#### Fitoestimulación
En la fitoestimulación, las raíces de las plantas estimulan a los microorganismos presentes en la zona a tratar, y estos degradan los contaminantes.[cita requerida]

#### Fitodegradación
En la fitodegradación las plantas, y los microorganismos asociados a ellas, degradan los contaminantes orgánicos en productos inofensivos o bien, mineralizarlos hasta CO2 y H2O. En este proceso los contaminantes son metabolizados dentro de los tejidos vegetales, y las plantas producen enzimas como la deshalogenasa y la oxigenasa, que ayudan a catalizar la degradación. La fitodegradación se ha empleado para la remoción de explosivos como el TNT, hidrocarburos halogenados, Bisfenol A, PAHs y pesticidas organoclorados y organofosforados.[cita requerida]

## Biorremediación de hidrocarburos
La biorremediación de hidrocarburos se utiliza para reducir o eliminar mediante microorganismos la contaminación de suelos contaminados con, por ejemplo, petróleo, diésel, aceite y grasas provenientes de diversas fuentes entre ellas, derrames accidentales o industriales.[cita requerida]
Los hidrocarburos son compuestos formados casi exclusivamente por átomos de carbono e hidrógeno, considerados compuestos básicos de la química orgánica. Su empleo se ha constituido en un propulsor importante para el desarrollo de la humanidad, pero, no obstante, ha dado paso a diferentes eventos catastróficos a nivel ambiental por la contaminación de ecosistemas terrestres y acuáticos producto del derrame de estos compuestos de petróleo y sus derivados. En el caso de los suelos, las principales consecuencias ambientales que se presentan después de un evento de contaminación son: la reducción o inhibición del desarrollo de la cobertura vegetal, cambios en la dinámica poblacional de la fauna, de la biota microbiana y contaminación por infiltración a cuerpos de agua subterráneos.
En la biorremediación se presentan como unas de sus principales estrategias, la bioestimulación y el bioaumento, siendo la primera definida como la adición de nutrientes, principalmente fuentes de nitrógeno y fósforo, para favorecer el crecimiento y desarrollo microbiano, al igual que la estimulación por medio de adición de agua, oxígeno y otros elementos que mejoren el desarrollo de los microorganismos. La utilización de lodos residuales (biosólidos) como fuente de macro y micronutrientes puede favorecer la estimulación de los microorganismos nativos del suelo y provocar la degradación de los hidrocarburos, los cuales son empleados como fuente de carbono y donadores de electrones, acoplando la reacción de óxido-reducción con el oxígeno que emplea el papel de aceptor de electrones.

## Biorremediación de metales pesados
La industrialización global está cumpliendo las demandas de la población moderna a costa de la exposición ambiental a diversos contaminantes, incluidos los metales pesados. Estos metales afectan la calidad del agua y del suelo. Además, éstos entran en la cadena alimentaria y exhiben sus efectos letales en la salud humana, incluso cuando están presentes en una concentración ligeramente más alta que la requerida para el metabolismo normal; en el peor de los casos, los metales pesados pueden volverse cancerígenos. Por esto, la extracción eficiente de metales pesados presenta una demanda creciente en todo desarrollo sustentable. El enfoque de la biorremediación presenta una alternativa espléndida para los métodos caros e ineficientes convencionales para la eliminación de metales pesados.

### Biosorción
La biosorción es una subcategoría de adsorción, donde el sorbente es una matriz biológica. La biosorción es un proceso de unión rápida y reversible de iones de soluciones acuosas a grupos funcionales que están presentes en la superficie de la biomasa. Este proceso es independiente del metabolismo celular. Se puede realizar en una amplia gama de valores de pH 3–9 y valores de temperatura de 4–90 °C. Este proceso no requiere una gran inversión de capital, por lo que los costos operativos son económicos. Además, los materiales biológicos a menudo son baratos y se pueden obtener de la agricultura o de los desechos industriales. Las características de la biosorción, en comparación con las de los métodos de tratamiento convencionales, incluyen bajo costo, alta eficiencia, minimización de lodos químicos y/o biológicos, no requiere el agregado adicional de nutrientes, el biosorbente es regenerable, y permite la posibilidad de recuperar los metales.[cita requerida]
En los últimos años, el proceso de biosorción se ha convertido en una tecnología alternativa de tratamiento económica y ecológica en la industria del agua y las aguas residuales. A raíz de esto, se han desarrollaron varios biosorbentes que son empleados con éxito a la hora de tratar diversos contaminantes, incluidos metales, colorantes, fenoles, fluoruro y productos farmacéuticos en soluciones (acuosas y/u oleosas). Se ha empleado una amplia gama de biomateriales disponibles en la naturaleza como biosorbentes para la eliminación deseada de contaminantes. Todo tipo de biomasa microbiana, vegetal y animal y sus productos derivados resultan de gran interés respecto a su relación con una gran variedad de sustancias. Muchos de estos materiales biológicos, especialmente bacterias, cianobacterias, algas (incluidas microalgas, macroalgas, algas marinas), levaduras, hongos y líquenes han llamado mucho la atención para la eliminación y recuperación de iones de metales pesados debido a su buen rendimiento, bajo costo y disponibilidad en grandes cantidades. Debido a la presencia de abundantes grupos funcionales quelantes, los materiales biológicos tienen mayor afinidad por los iones metálicos.

### Precipitación de metales
La mayoría de las transformaciones de metales mediadas por microorganismos, incluyendo la óxido-reducción y la alquilación-desalquilación, no tienen funciones biológicas conocidas. Éstas ocurren a través de procesos cuyas funciones primarias no están relacionadas con la transformación de metales, pero alteran su solubilidad, movilidad y toxicidad y, por lo tanto, pueden  emplearse como estrategias de remediación. Pueden distinguirse básicamente dos mecanismos de precipitación de metales: la precipitación reductora y la biomineralización.
- Precipitación reductora: es uno de los mecanismos que les permite a los microorganismos reducir la movilidad y toxicidad de un metal o metaloide, a través de su reducción a un estado redox más bajo, ofreciendo aplicaciones potenciales para la biorremediación. Muchos de los microorganismos que catalizan estas reacciones utilizan los metales o metaloides como aceptores de electrones durante su respiración anaerobia, reduciendo formas oxidadas altamente solubles a formas elementales (reducidas) insolubles, dando como resultado la precipitación y/o detoxificación del contaminante. Las bacterias sulfooxidantes (BSO) y las bacterias sulfato-reductoras (BSR) son geoquímicamente importantes para la precipitación reductora tales como el Cr6+ y el U6+. Se ha demostrado que la reducción de U6+ a U4+ mediada por microorganismos reductores de Fe3+ puede remover efectivamente uranio de superficies y cuerpos de agua; cuando se acopla con una técnica simple de extracción, la reducción microbiana de U6+ puede usarse para concentrar el uranio en los suelos contaminados por éste.[cita requerida]
- Biomineralización: es la formación de precipitados metálicos insolubles por interacciones con productos del metabolismo microbiano. La biomineralización de metales y metaloides en forma de minerales de azufre, hidróxido, fosfato y carbonato, tiene aplicaciones potenciales para la biorremediación. Un ejemplo de este tipo de sistema es el uso de bacterias heterótrofas anaerobias que utilizan una serie de sustratos orgánicos (etanol, acetato, butirato, celulosa) y sulfato como aceptores de electrones. El potencial biotecnológico de las BSR radica principalmente en la insolubilidad de los sulfuros de metales tóxicos (Cu, Hg, Cd, As, Se y Pb) formados durante la reducción biológica del sulfato, dando como resultado su inmovilización y detoxificación. Los sulfuros metálicos son insolubles a pH neutro, y algunos de ellos lo son también en condiciones ligeramente ácidas. Sin embargo, en ciertas circunstancias, la inmovilización de sulfuros metálicos puede ser inapropiada, como es el caso de la inmovilización de mercurio como HgS, considerada una práctica ambientalmente insegura.[30][31]

### Biolixiviación
La biolixiviación supone la aplicación de microorganismos acidófilos con metabolismo oxidativo basado en Fe/S para promover la solubilización de metales a partir de matrices sólidas; es una técnica consolidada en la industria minera y en la biohidrometalurgia, donde los microorganismos median la solubilización de metales y metaloides a partir de minerales y concentrados.También posee un potencial de remediación ex situ e in situ de sedimentos acuáticos que están contaminados con metales, lo que representa un problema ambiental clave de interés mundial. Se aplican consorcios de bacterias oxidantes de Fe/S y otros microorganismos acidófilos en plantas de gran escala para mejorar la extracción de metales preciosos y no preciosos a partir de sulfuros o minerales que contienen hierro.[cita requerida]
Los sedimentos parecen ser matrices muy difíciles en comparación con los minerales. En particular, los metales contaminantes tienden a asociarse con componentes de sedimentos diferentes a los de la red cristalina de minerales primarios (por ejemplo, adsorción en moléculas orgánicas, asociación como iones intercambiables). Como consecuencia, los conocimientos y principios de la biolixiviación están específicamente establecidos para la biominería y la biohidrometalurgia, por lo que solo se pueden aplicar parcialmente a la biolixiviación de sedimentos (por ejemplo, vías metabólicas, mecanismos de solubilización de metales, adaptación microbiana a minerales, etc.). Las bacterias con estas capacidades pertenecen a las α- β- y γ-Proteobacteria (Acidithiobacillus, Acidiphilium, Acidiferrobacter, Ferrovum), Nitrospirae (Leptospirillum), Bacillota (Alicyclobacillus, Sulfobacillus), y Actinomycetota (Ferrimicrobium, Acidimicrobium, Ferrithrix). Las arqueas pertenecen principalmente a las Thermoproteota (Sulfolobus, Acidianus, Metallosphaera, Sulfurisphaera), además de dos oxidadoras de Fe(II) pertenecientes a las Methanobacteriota (Ferroplasma acidiphilum y Ferroplasma acidarmanus).

## Biorremediación de contaminación por colorantes
Los colorantes son utilizados por muchas industrias (textil, del curtido de cuero, papelera, alimenticia, tinturas para el pelo, etc.). Con una población mundial cada vez mayor, la producción textil sigue siendo una de las industrias prominentes que requieren grandes cantidades de agua y a su vez producen aguas residuales con alto grado de contaminación que pueden causar un grave impacto ecológico si se liberan al medio ambiente sin un tratamiento adecuado. Se ha reportado que el uso de colorantes sintéticos se ha incrementado rápidamente en las industrias textiles debido a la rentabilidad en su síntesis y su estabilidad alta. Además, se pueden sintetizar varios colores en comparación con los colorantes naturales. Sin embargo, los colorantes disueltos en el agua interfieren con la penetración de la luz solar (lo que retrasa la fotosíntesis) e inhibe el crecimiento de la flora y fauna acuáticas al interferir con la solubilidad de los gases.
Aunque la mayoría de los colorantes se mantienen estables en el medio ambiente, la transformación o reducción de algunos de ellos ha sido detectada en sedimentos. Estos colorantes pueden degradarse o transformarse parcialmente en el agua y en los sedimentos de los ríos que reciben descargas de aguas residuales tratadas. Además, algunos colorantes y sus productos de transformación producen efectos cancerígenos. La exposición a largo plazo de productos químicos cancerígenos puede afectar la biota acuática del río y también a la salud humana a través del agua potable. Por lo tanto, es importante investigar el destino de los colorantes residuales y los compuestos derivados de la descomposición de los colorantes en ríos y sedimentos fluviales.
Mientras que los métodos fisicoquímicos tradicionales para el tratamiento de colorantes involucran remediación por oxidación química, adsorción, separación por membranas, separación por intercambio iónico y coagulación, los tratamientos que involucran el uso de microorganismos como método de biorremediación comprenden el uso de diversas bacterias, hongos y algas. En su mayoría, el mecanismo por el cual realizan esto es por medio de biosorción, mientras que el resto varían entre la absorción, acumulación y/o degradación de los colorantes.

## Biorremediación a campo
Uno de los pilares de las ciencias aplicadas como la biotecnología, es la transferencia del conocimiento gestado y obtenido en el laboratorio, a instancias reales de aplicación concreta. Este salto tecnológico es frecuentemente difícil e inusualmente promovido en la ciencia. Sin embargo, la biotecnología incluye en sus cimientos la demanda de ser aplicada tanto para generar un producto, como para brindar un servicio.[cita requerida]
En ese sentido, la biorremediación está destinada desde sus orígenes a ser pasible de ser aplicada en una locación con el fin de lograr un servicio concreto: el de la recuperación de una matriz luego de un evento de contaminación. Obviamente, el traslado al campo de las investigaciones realizadas a escala laboratorio es muchas veces complicada y es generalmente difícil de lograr, ya que las variables no controlables en el campo pueden generar un menor control sobre los experimentos, y por ende, una mayor distorsión de los resultados obtenibles.[cita requerida]
En esta sección, solamente se hará hincapié sobre las dos estrategias de biorremediación de suelo a campo más extensamente utilizadas en la actualidad, y que mejores resultados han otorgado.

### Landfarming

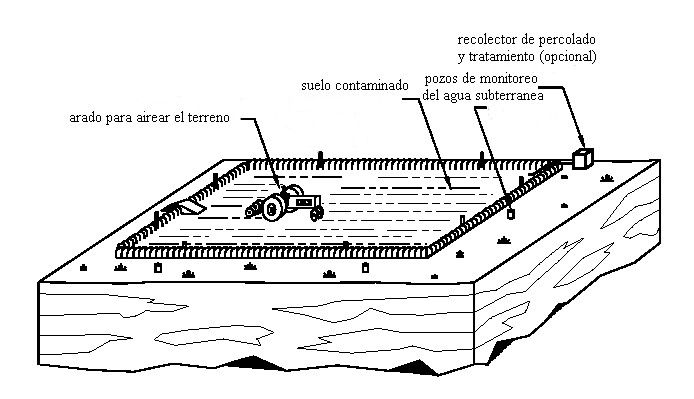
Esquema de un proceso de landfarming. Adaptado de EPA (1994)

El landfarming es un método de remediación a campo de suelos que reduce la concentración de hidrocarburos derivados del petróleo, tanto por evaporación como por biodegradación. Implica la disposición del suelo contaminado en una fina capa sobre la superficie, favoreciendo la actividad microbiana a través de oxigenación y/o del agregado de nutrientes, minerales o incrementando su humedad. Generalmente se utiliza algún tipo de aislante debajo para evitar la migración del contaminante al suelo sobre el cual se dispone el landfarming. 
Esta estrategia ha demostrado ser efectiva para la biorremediación de suelos, pero dado el hecho de que los hidrocarburos de cadenas livianas (VOC) son eliminados por evaporación, las emisiones a la atmósfera debieran ser controladas, en pos de que la estrategia no consista meramente en la transferencia del contaminante de una matriz (suelo) a otra (aire).[cita requerida]
La implementación y diseño de esta estrategia es sumamente simple de realizar. Asimismo, redunda en muy bajos costos (30-60 USD por tonelada). Sin embargo, suele no ser muy eficiente para suelos altamente contaminados, además de que las emisiones de compuestos volátiles debieran ser recogidas y filtradas antes de ser liberadas a la atmósfera, encareciendo el proceso. Esta metodología ha sido utilizada en un caso de contaminación masiva en Kuwait luego de la Guerra del Golfo, alcanzando niveles de remoción de más de 80%, aunque debido a los 50 °C a los que puede llegar la temperatura durante el día, la mayor parte de la eliminación fue por evaporación.

### Biopilas

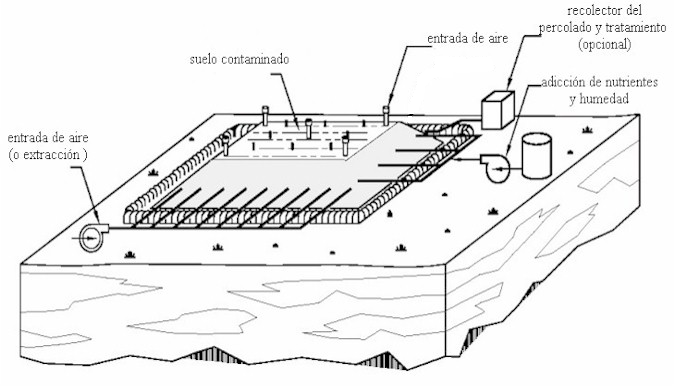
Esquema de un proceso de biorremediación utilizando biopilas Adaptado de EPA (1994).

La biorremediación utilizando biopilas consiste en la excavación del suelo contaminado y su amontonamiento en “pilas” en un área de tratamiento determinada, que debe encontrarse aislada del suelo circundante de manera de evitar el lixiviado del contaminante. En estas pilas también se favorece la biodegradación microbiana mediante la aireación (que puede ser por mezclado o forzada, además del agregado de agentes que favorecen la porosidad del suelo como chips de madera, perlita, etc.), el agregado de nutrientes o el ajuste de la humedad. Estas pilas pueden a su vez estar cubiertas, favoreciendo el aumento de la temperatura del suelo y el mantenimiento de la humedad en un nivel estable.[cita requerida]
En comparación con el landfarming, esta técnica también resulta simple de diseñar y de llevar a cabo, pero presenta la ventaja de necesitar tiempos de tratamiento generalmente más cortos, requiriendo de un área de tratamiento mucho más reducida. El costo promedio ronda los 30 a 90 USD por tonelada (aproximadamente lo mismo que el landfarming), pero al permitir el diseño de sistemas cerrados que captan las volatilizaciones, se transforma en una opción más factible y viable. Sin embargo, el uso de biopilas aún requiere del tratamiento de los elementos volátiles antes de su disposición final. Asimismo, es difícil que el uso de esta estrategia permita obtener porcentajes de remoción superiores al 95%, dado que es habitual la presencia de compuestos en el gasoil recalcitrantes a la biodegradación (al menos en una primera etapa). La efectividad de la biopila dependerá en buena parte de una combinación entre: i) las variables climáticas (viento, nieve, temperatura), ii) las características del suelo (pH, carga microbiana, salinidad, humedad, cantidad de nutrientes) y, iii) las características del contaminante, en cuanto a su volatilidad, estructura, concentración intrínseca y toxicidad.[cita requerida]